# Regne d'Hongria (1920–1946)
El Regne d'Hongria (també conegut com la Regència) existí de 1920 a 1946 i va ser un país de facto sota el poder del regent Miklós Horthy. Horthy representava l'abdicada oficialment monarquia hongaresa de Carles IV, Rei Apostòlic d'Hongria. Els intents de Carles IV per tornar al tron havien estat previnguts per les amenaces de guerra dels països veïns i per la manca de suport de Horthy.

## Territori

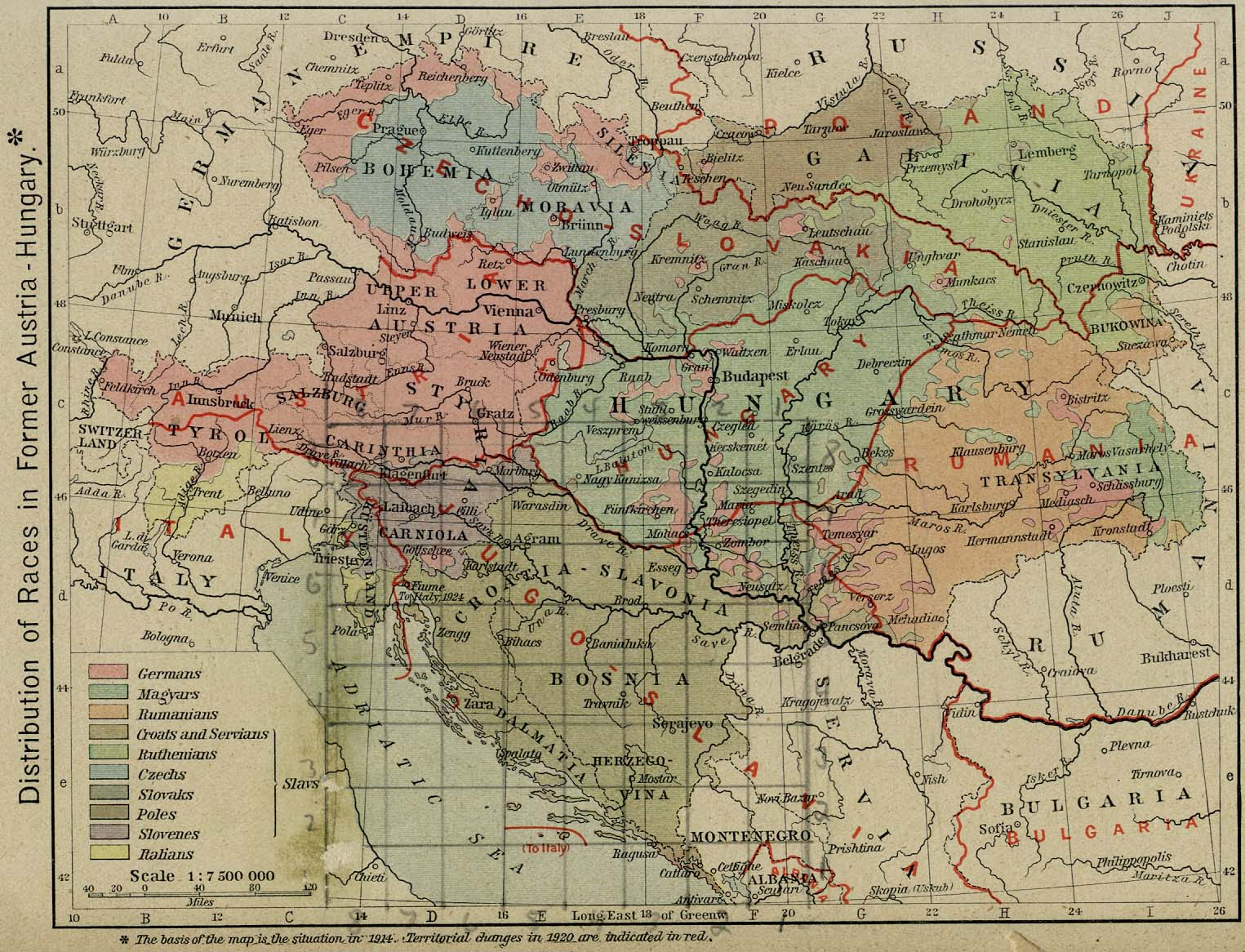
Divisió d'Hongria amb les noves fronteres de Trianon i la població segons el cens de 1910.

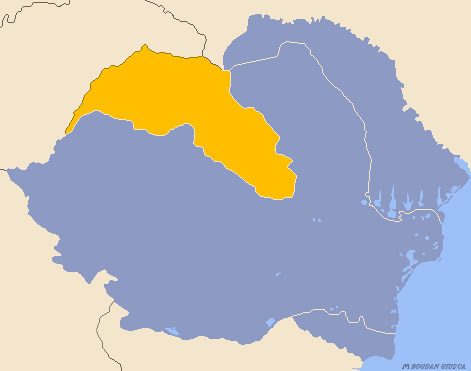
Mapa de Romania el 1940, amb el nord de Transsilvània ressaltat en groc (annexat per Hongria eixe any)

### Pèrdues
El 4 de juny de 1920, el recentment nomenat Miklós Horthy va signar el Tractat de Trianon, i va renunciar a grans seccions de territori poblat per magiars. En total, Hongria va perdre 72% del seu antic territori i la seua població va passar de 20,8 milions a només 7 milions d'habitants. Les nacions que es van beneficiar de les pèrdues hongareses van ser: Àustria, Txecoslovàquia, Romania i Iugoslàvia. Hongria va perdre la seua única eixida al mar, el port de Fiume, en favor de Iugoslàvia.
La major part dels magiars en altres països estaven situats a:
- Transsilvània, Romania: 1.662.000
- Eslovàquia, Txecoslovàquia: 885.000
- Voivodina, Iugoslàvia: 420.000
- Transcarpàcia, Txecoslovàquia: 183.000
- Croàcia, Iugoslàvia: 121.000
- Eslovènia, Iugoslàvia: 20.800
- Burgenland, Àustria: 26.200

Aquestes poblacions estan basades en el cens de 1910, abans de la Primera Guerra Mundial.
No obstant això, gran quantitat de germans ètnics, eslovacs, romanesos i croats habitaven Hongria, així com jueus.

### Revisionisme
La política d'entreguerres va estar dominada a Hongria per l'obsessió de la classe política per les pèrdues territorials patides amb el Tractat de Trianon, que deixaven fora de les noves fronteres del Regne a més de 3 milions de magiars, majoritaris en els seus territoris limítrofs. Mentre els governs conservadors dels anys vint i part dels trenta i quaranta van confiar en la revisió pacífica del Tractat a favor d'Hongria amb el suport de les potències occidentals, la ultradreta preferia recolzar-se en les noves potències feixistes (Itàlia i Alemanya) en auge.
Amb el fiançament del poder alemany en els anys trenta, la postura de la dreta radical d'usar a Alemanya per a esmenar la situació territorial va anar guanyant partidaris, fins i tot en part dels conservadors.

### Guanys i el suport de l'Eix
Amb el temps, els polítics hongaresos renegarien públicament del Tractat de Trianon, i les futures aliances amb l'Alemanya Nazi i la Itàlia feixista servirien com mig per a cercar recuperar les pèrdues territorials i de població.
Després de la crisi dels Sudets i del posterior desmembrament de Txecoslovàquia, els hongaresos rebrien en el Primer Arbitratge de Viena una secció de l'Estat Eslovac amb majoria magiar, així com la Transcarpàcia.
Després, en el Segon arbitratge de Viena el 1940, Hongria recuperaria el nord de Transsilvània, de part de Romania.
En 1941, Hongria va participar en la invasió de Iugoslàvia, i va rebre com recompensa la devolució de la Voivodina.
El Regne d'Hongria planejava recuperar més territori romanès (tota Transsilvània i Temesvar), però l'amistat entre el romanès Ion Antonescu i Adolf Hitler va frustrar les seues ambicions. Després, Hongria va haver d'enviar tropes a l'Operació Barbarroja, per a, entre altres coses, contrarestar la influència romanesa en Hitler.
Totes aquestes annexions hongareses van ser declarades nul·les després de la Segona Guerra Mundial.